# Raja rouxi
Raja rouxi és una espècie de peix de la família dels raids i de l'ordre dels raïformes.

## Morfologia
- Els mascles poden assolir 50 cm de longitud total.[4][5]

## Reproducció
És ovípar i els ous tenen com a banyes a la closca.

## Hàbitat
És un peix marí, d'aigües profundes (15°N-3°N) i demersal que viu fins als 200 m de fondària.

## Distribució geogràfica
Es troba a l'oceà Atlàntic oriental: des de Mauritània fins al golf de Guinea.

## Observacions
És inofensiu per als humans.